# Новачко Котев
Новачко Котев е български революционер, войвода на Вътрешната македоно-одринска революционна организация.

## Биография
Котев е роден в костурското село Кономлади, днес Макрохори, Гърция. Брат е на Васил Котев. Влиза във ВМОРО и става селски войвода. В 1900 година е арестуван и лежи една година в затвора. По време Илинденско-Преображенското въстание е знаменосец на Кономладската центрова чета. Участва в превземането на градчето Невеска. След въстанието през юли 1904 година е арестуван и лежи в Битоля до май 1906 година. Загива преди 1918 година.